# Matra-Simca Bagheera
La Bagheera è un'autovettura sportiva di fascia medio-bassa prodotta dal 1973 al 1980 dalle case automobilistiche francesi Matra e SIMCA.

## Storia

### Genesi e sviluppo
Alla fine degli anni sessanta la situazione della Matra era a due volti: da una parte i successi in campo sportivo ne mantenevano alto il prestigio. Dall'altra i bassi dati di vendita delle auto stradali imposero soluzioni immediate. Si rese necessario trovare una sostituta alla sfortunata 530, ma per far ciò, il direttore generale Jean-Luc Lagardère, si rese conto anche della necessità di contenere i costi. Perciò Lagardère pensò di allearsi con un altro costruttore in maniera tale da abbattere i costi di progettazione e sviluppo. Lagardère trovò l'alleato nella SIMCA, una Casa con un buon passato commerciale alle spalle, sebbene da qualche anno fosse entrata nell'orbita della Chrysler. La Simca fu interessata al progetto proposto da Lagardère in quanto anch'essa fu interessata a sostituire una sua coupé di fascia medio-bassa, ossia la Simca 1200 S, ormai arrivata a fine carriera e basata sulla meccanica dell'anziana Simca 1000 risalente al 1961. L'accordo fra Matra e Simca fu stipulato nel corso dell'estate del 1969, ma venne reso noto ai media solo il 17 dicembre dello stesso anno. Durante la prima metà del 1970 Matra e Simca discussero a lungo sull'orientamento da dare al progetto ed alla vettura che ne sarebbe scaturita, sempre tenendo d'occhio i costi di progettazione e sviluppo. Fu così che un primo progetto, siglato M540, fu avviato nell'autunno 1970. Per contenere ulteriormente i costi, Lagardère espose le sue prime specifiche al suo direttore tecnico Philippe Guédon, in forza alla Matra già da cinque anni e mezzo. Tali specifiche imposero in pratica di partire dalla 530, all'interno della quale avrebbe dovuto essere montato il motore da 1.8 litri della Chrysler 180. Tale motore, caratterizzato da ingombri superiori rispetto al compatto V4 da 1.7 litri di origine Ford montato fino a quel momento, impose un ridisegno quasi totale della parte posteriore del corpo vettura. Della vettura risultante furono realizzati anche dei modelli in scala ridotta, ma ben presto ci si rese conto che seguendo questa strada il prezzo finale sarebbe stato eccessivo. Perciò, di lì a poco il progetto M540 fu abbandonato in favore di un nuovo progetto, denominato M550.
La vettura doveva essere realizzata con carrozzeria in vetroresina: il corpo vettura doveva essere compatto e sportivo, ma la meccanica doveva derivare dalla grande serie, per contenere il prezzo. Anche l'architettura meccanica doveva ricalcare quella delle sue antenate, ossia motore centrale e trazione posteriore, ma avrebbe dovuto offrire qualcosa di nuovo sul piano dell'abitabilità, poiché due soli posti ne avrebbero ridotto il target di utenza e quattro posti erano troppo vincolanti per i progettisti, come l'esperienza della 530 aveva insegnato. Ma l'abitabilità per più di due persone fu un punto fermo nelle specifiche dettate da Lagardère. L'idea fu quella di creare tre posti su un'unica fila, soluzione già esplorata da poche vetture in passato. 

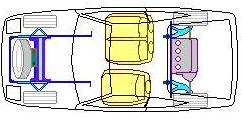
Schema della Matra Bagheera

Intanto si decise che la motorizzazione di base sarebbe stato un 1.3 già utilizzato sotto il cofano della Simca 1100 TI (il più grande che Simca offrisse), che nel caso della Bagheera sarebbe stato montato in posizione centrale posteriore come nella 530, ma con l'inedita novità del propulsore trasversale. La soluzione del motore centrale trasversale in quegli anni fu sperimentata solo da un'altra vettura, benché notevolmente superiore come fascia di mercato, vale a dire la Lamborghini Miura. Tra la fine del 1970 e l'inizio del 1971 fu preparato un primo modello in scala 1:1 realizzato con fili di ferro e che prefigurò da vicino le forme della vettura definitiva. Il 15 gennaio 1971 questo modello fu sottoposto al giudizio della dirigenza di Matra e di Chrysler. A disegnare il corpo vettura definitivo fu chiamata un'équipe di designers composta da Jacques Nocher (già autore della discussa 530), da Jean Toprieux e da Antonis Volanis, un designer greco trapiantato in Francia che tra l'altro diverrà in futuro anche l'autore delle linee degli altri modelli Matra, più la prima generazione della monovolume Espace.
Una volta raggiunto il modello ideale, venne realizzata una scocca in vetroresina e da lì si giunse ai test aerodinamici per poter arrivare ad un Cx ottimale in maniera tale da consentire il raggiungimento di una buona velocità di punta (imposta all'inizio del progetto in 180 km/h) pur mantenendo il già collaudato motore Simca da 1.3 litri e senza andare a toccare i rapporti del cambio o la coppia conica. All'epoca non si disponeva di gallerie del vento, per cui l'analisi e la correzione del Cx di una vettura veniva condotto attraverso altri mezzi. Nel caso della Matra, mediante test sulla resistenza aerodinamica su piste aeronautiche, ma anche attraverso altre tecniche. Una volta terminati tali test si giunse alla realizzazioni dei primi prototipi marcianti per i test su strada, test che non furono condotti solo su strade dalle caratteristiche "umane", ma anche su piste desertiche (in Marocco nell'autunno 1971) o su itinerari nei ghiacci polari (in Lapponia fra il dicembre 1971 ed il febbraio 1972). Tutto ciò allo scopo di saggiare le doti di affidabilità della meccanica anche in condizioni estreme.
Il resto del 1972 fu impiegato dalla Casa di Romorantin per l'industrializzazione, vale a dire per l'organizzazione della fabbrica in funzione del nuovo modello (nuovi stampi, nuovi macchinari, ecc) e della capacità produttiva richiesta, il che comportò anche un ingrandimento dell'impianto Matra.

### Debutto

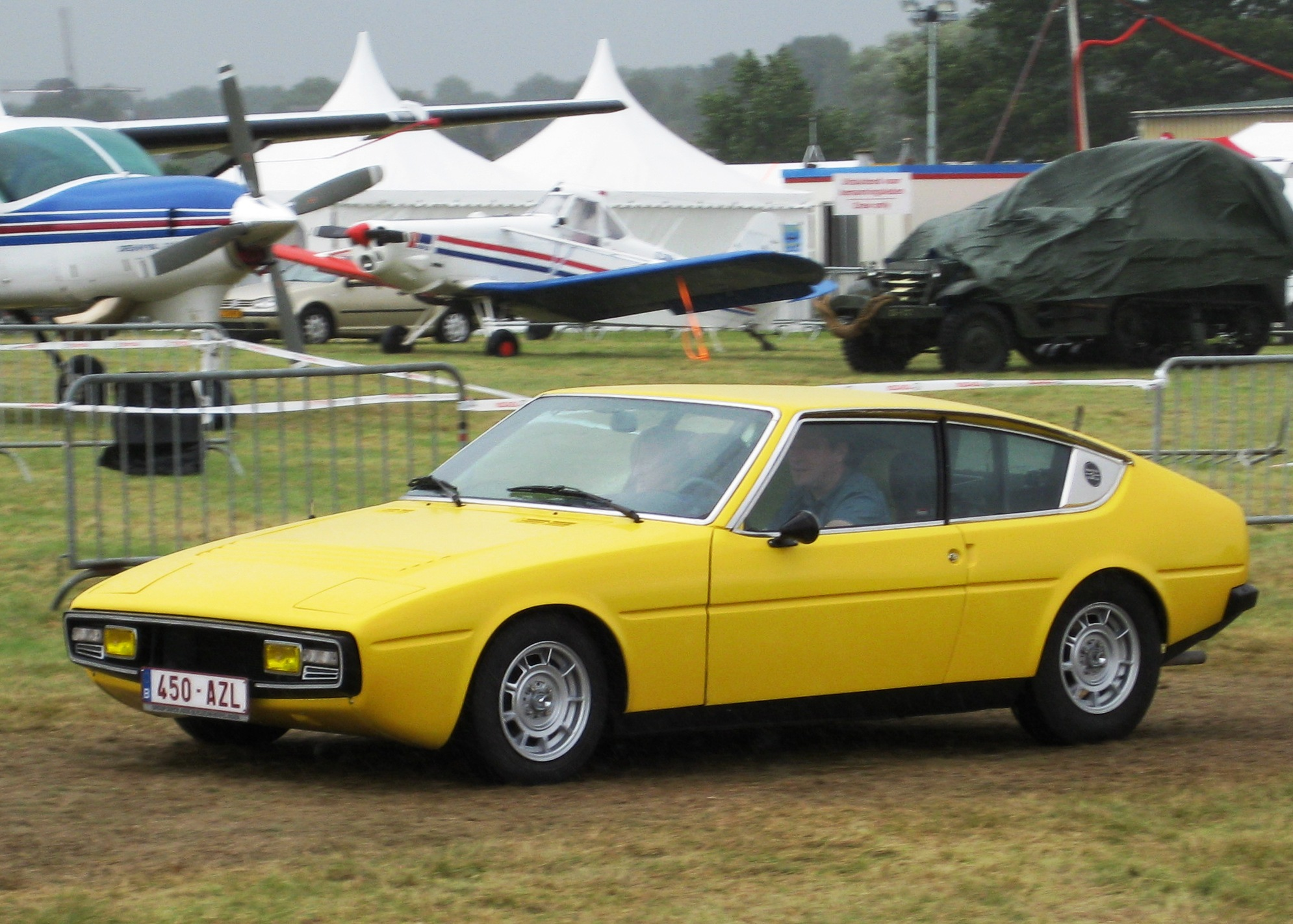

Il debutto avvenne in un clima di grande fermento e curiosità, sia da parte della stampa, sia da parte del pubblico. Tutto questo fermento fu originato dal fatto che durante il periodo in cui la nuova sportiva stava lentamente prendendo forma, la Matra collezionò un successo sportivo dopo l'altro, e fra i più prestigiosi al mondo. Basti pensare al doppio titolo Costruttori e Piloti conquistato nel 1969, ma anche la vittoria alla 24 Ore di Le Mans nel 1972, senza contare le numerose vittorie ai campionati francesi ed europei di Formula 2 e Formula 3. La presentazione si ebbe in due fasi: la prima fase fu quella in cui la nuova vettura fu presentata alla stampa, il 14 aprile 1973 nella cittadina di Talloires. Finalmente si conobbe anche la denominazione definitiva della vettura, ossia Bagheera, nome ripreso dalla pantera nera protagonista de Il libro della giungla.
La seconda fase di presentazione della Bagheera fu quella in cui la vettura fu svelata al pubblico: per questo appuntamento fu scelta la 24 Ore di Le Mans 1973, svoltasi fra il 9 ed il 10 giugno 1973. Qui vennero portati ben 520 esemplari della coupé francese, a disposizione del pubblico anche per delle prove su strada. All'evento furono invitati anche i concessionari Chrysler, in maniera tale da stuzzicare loro l'interesse.
Benché alcuni esemplari fossero già stati immatricolati nel maggio 1973, la commercializzazione fu avviata il 1º settembre. Cominciò così la carriera commerciale della Bagheera.

## Estetica

#### Design esterno ed interno
Fin dall'inizio, ciò che piacque del progetto M550 fu il fatto che esso fosse partito dalle componenti essenziali della vettura, che queste fossero concentrate tutte nella zona centrale, e che da qui si sarebbe potuto continuare più facilmente con lo stile espandendosi verso le zone esterne. Fino a quel momento, infatti, non si era praticamente dato peso ad alcuna componente stilistica. Riscosse anche molti consensi la soluzione dei tre posti affiancati, per la quale spesero parole di elogio non solo la stampa e il pubblico, ma anche gli stessi membri del direttivo Matra ed anche quelli del direttivo Chrysler.
Esternamente la Bagheera era di aspetto semplice ma attraente: bassa, larga, profilata, dalle linee tese e dal frontale caratterizzato dai fari a scomparsa. Lo stile era tipicamente anni settanta per via delle linee tese nel disegno del corpo vettura, sebbene mitigate dai pochi spigoli, mentre il Cx raggiunto in fase di ottimizzazione aerodinamica fu di 0,33. La calandra era costituita praticamente solo da una cornice a sviluppo orizzontale che racchiudeva i faretti supplementari e che faceva anche la funzione di un blando paraurti. Il posteriore era quasi tronco, a causa dell'andamento verticale della coda, a cui il padiglione arrivava comunque dolcemente, sposando alla perfezione le esigenze aerodinamiche della vettura. Rispetto ad alcuni prototipi utilizzati nei test in Marocco, cambiarono i fari posteriori, ora di forma rettangolare in luogo delle due coppie di faretti tondi. Altri prototipi, invece, montavano già fari posteriori nella configurazione definitiva. I fari a scomparsa erano azionati mediante un meccanismo a depressione che sfruttava la depressione che si veniva a creare in alcune fasi di funzionamento del motore. Il lunotto era provvisto di sbrinatore.
Il cruscotto era di impostazione aeronautica, dotato di un notevole numero di spie e strumenti, tra cui anche la spia della perdita di pressione dei freni, l'antifurto, il voltmetro per la batteria e l'orologio. I riferimenti alla tecnologia aeronautica erano visibili in particolare osservando le icone della pulsantiera e del sistema di aerazione, che erano illuminate non da apposite lampadine ma da strisce di fibre ottiche. Ciò era una vera esclusiva per l'epoca. Le fibre "prendevano" la luce necessaria da una lampadina che illuminava il vano posacenere, anche quando il cassetto era chiuso. Il bagagliaio era della capacità di 320 litri.

#### Struttura, meccanica e motore

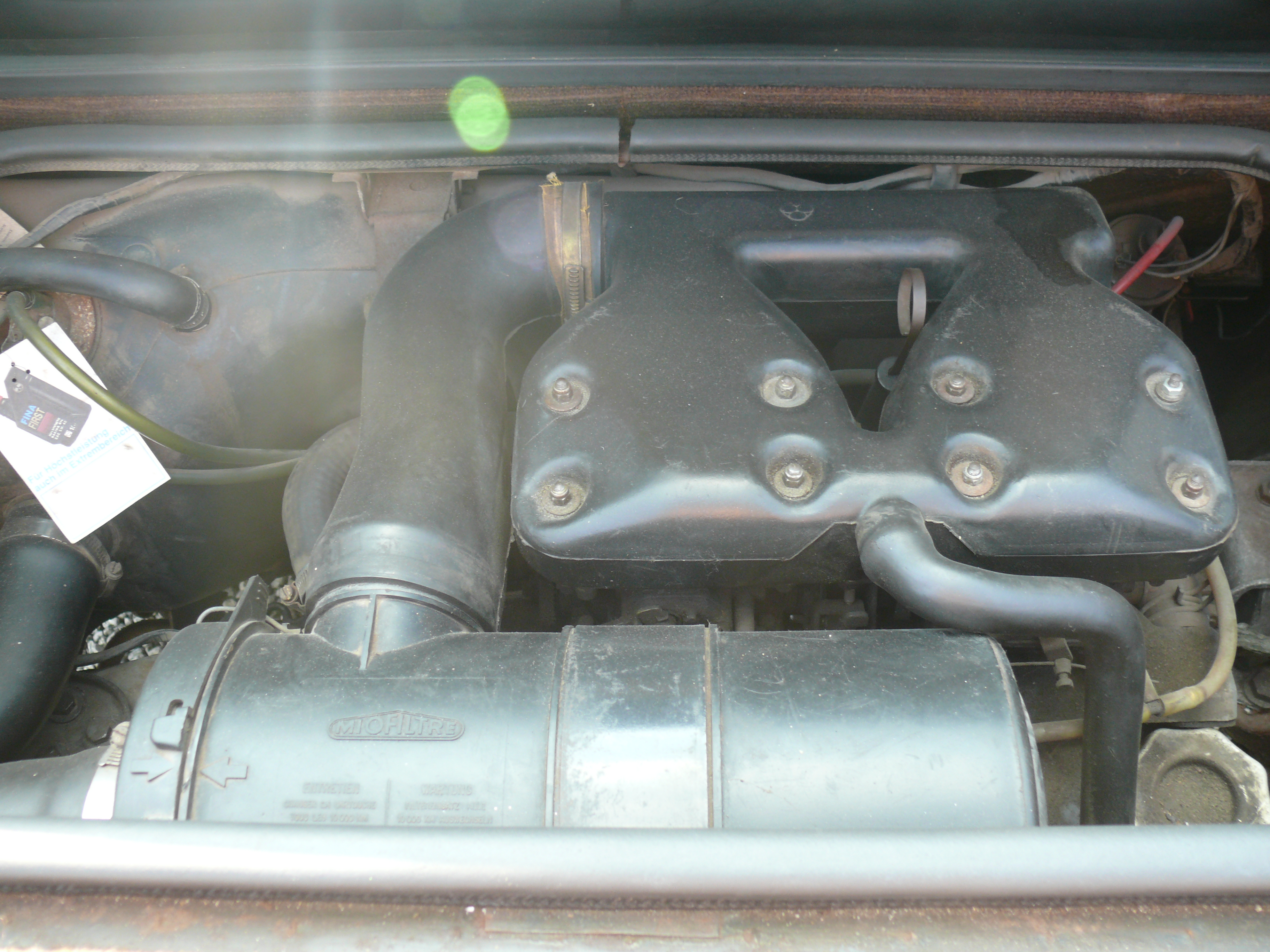
Il vano motore di una Bagheera

La struttura generale della Bagheera conservò quasi del tutto l'impostazione già vista fino a quel momento con la 530, eccezion fatta per la disposizione del motore, ora in senso trasversale anziché longitudinale. Si è già detto dell'analogia di tale configurazione con quella applicata sulla ben più esclusiva Miura. Ma al momento del debutto della Bagheera, vi fu l'esordio di un'altra vettura che annoverava tra le sue particolarità tecniche proprio tale architettura meccanica. Questa vettura fu la "nostra" Fiat X1/9, considerata tra l'altro come una concorrente della Bagheera benché possedesse una carrozzeria di tipo targa, e quindi differente da quella della Bagheera. La struttura della Bagheera era costituita da una scocca in acciaio alla quale venivano fissati i pannelli carrozzeria in vetroresina, più leggeri dei normali pannelli in lamiera, ma che per contro non garantivano un'elevata rigidezza torsionale. Per questo motivo, la struttura fu ulteriormente rinforzata, dando luogo però ad un aumento di peso che di per sé poteva anche essere accettabile, ma che si andava a scontrare con le velleità sportive della vettura e con le possibilità del piccolo 1.3 di origine Simca.
L'avantreno era a ruote indipendenti con quadrilateri deformabili e a barre di torsione longitudinali, mentre il retrotreno è sempre a ruote indipendenti, ma con barre di torsione trasversali. Per contenere la massa sul retrotreno, i bracci oscillanti posteriori erano realizzati in una fusione di lega d'alluminio. Completavano il quadro le barre antirollio, su ogni asse e gli ammortizzatori idraulici telescopici a doppio effetto. L'altezza da terra, sia anteriore sia posteriore, era regolabile. L'impianto frenante fu proposto con quattro dischi, con pinze anteriori fisse a doppio pistoncino. Anche questa fu una particolarità tecnica in quegli anni, persino su una vettura media dal carattere sportivo. Lo sterzo era invece del tipo a cremagliera. Vale la pena sottolinare come una buona parte della meccanica telaistica della Bagheera fosse derivata dalla Simca 1100, in particolare l'avantreno, lo sterzo e i dischi anteriori. Grazie alla scocca ben progettata e agli pneumatici del tipo "/80" (quindi con spalla alta), il comportamento agile e sportivo venne ottenuto senza pregiudicare il comfort, che si dimostrò al di sopra della media delle coupé a motore centrale. Inoltre, la vettura vantava un buon assetto di guida grazie anche alla quasi ottimale ripartizione dei pesi fra avantreno e retrotreno (42% davanti e 58% dietro).
Anche il gruppo motore-trasmissione derivò dalla 1100. In particolare, la Bagheera che debuttò nel 1973 fu proposta con un motore derivato da quello della 1100 TI. Prima di essere montato sulla Bagheera, tale unità è stata leggermente rivista per passare da 82 ad 84 CV di potenza massima e da 104 a 108 Nm come picco di coppia, sufficienti per farle raggiungere gli obiettivi prestazionali imposti dal direttivo Matra all'inizio del progetto: la velocità massima delle prime Bagheera fu di 185 km/h. Il raffreddamento del motore fu agevolato anche dalle feritoie di sfogo presenti sopra i montanti posteriori. Il cambio manuale disponeva di sole 4 marce e non brillava per precisione. Nel caso della Bagheera il rapporto di riduzione finale fu allungato per permettere alla vettura di raggiungere la velocità massima senza problemi di fuorigiri.

## Evoluzioni

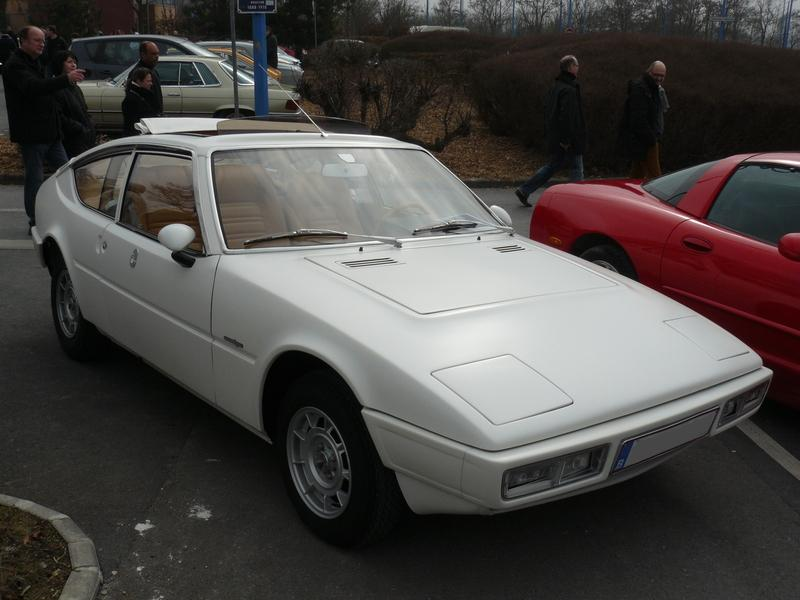
Una Bagheera in allestimento Courréges

La vettura incontrò da subito il favore del pubblico: piacevano le sue forme da sportiva "di razza", le buone finiture ed il suo eccellente comportamento stradale, abbinati ad un prezzo non proibitivo e alla possibilità di ospitare due passeggeri oltre al guidatore, con relativi bagagli. Fu da subito disponibile in due allestimenti, uno di base ed uno più completo, rispettivamente ai prezzi di 24.670 e 26.550 franchi. Ma quello di base, sprovvisto tra l'altro di molti dei contenuti precedentemente menzionati (sbrinatore e orologio, ma anche cerchi in lega e vetri oscurati), verrà preferito da pochissimi, mentre la stragrande maggioranza si orienterà sull'allestimento più ricco.
Nel giugno 1974, esattamente a un anno dal debutto, si festeggiò la produzione dell'esemplare numero 10 000, proprio nel momento in cui la Matra festeggiò anche la sua terza vittoria consecutiva a Le Mans. Ma gli onori per la Matra e per la sua nuova coupé sportiveggiante non si limitarono a ciò. Già tre mesi prima, in occasione del Salone di Ginevra, la Bagheera fu insignita del primo premio per il concorso Style Auto Award, organizzato dalla rivista automobilistica Style Auto. Non mancarono però anche le critiche, alcune delle quali sfociarono in riconoscimenti diametralmente opposti, come quello ottenuto in Germania dalla Bagheera come auto-flop, in quanto la vettura fu criticata per la tendenza alla ruggine evidenziata dal telaio a piattaforma e per l'insufficiente tenuta stagna del vano bagagli. Per questo motivo, durante la sua carriera, la Bagheera fu sottoposta a migliorie continue allo scopo di eliminare questi ed altri minori vizi di gioventù.
Il 30 settembre 1974 la Bagheera fu proposta anche in un'edizione speciale, denominata Courrèges e caratterizzata dalla verniciatura totalmente bianca, anche nei paraurti normalmente non verniciati, dalla selleria in skai anch'esso di color bianco, dal cruscotto rivestito in skai di color dorato così come la plancia, i pannelli porta ed il cielo, e dai vetri elettrici. Nello stesso anno, la Bagheera normale in allestimento ricco vide l'arrivo dello schienale regolabile per il conducente e dello specchietto retrovisore destro.

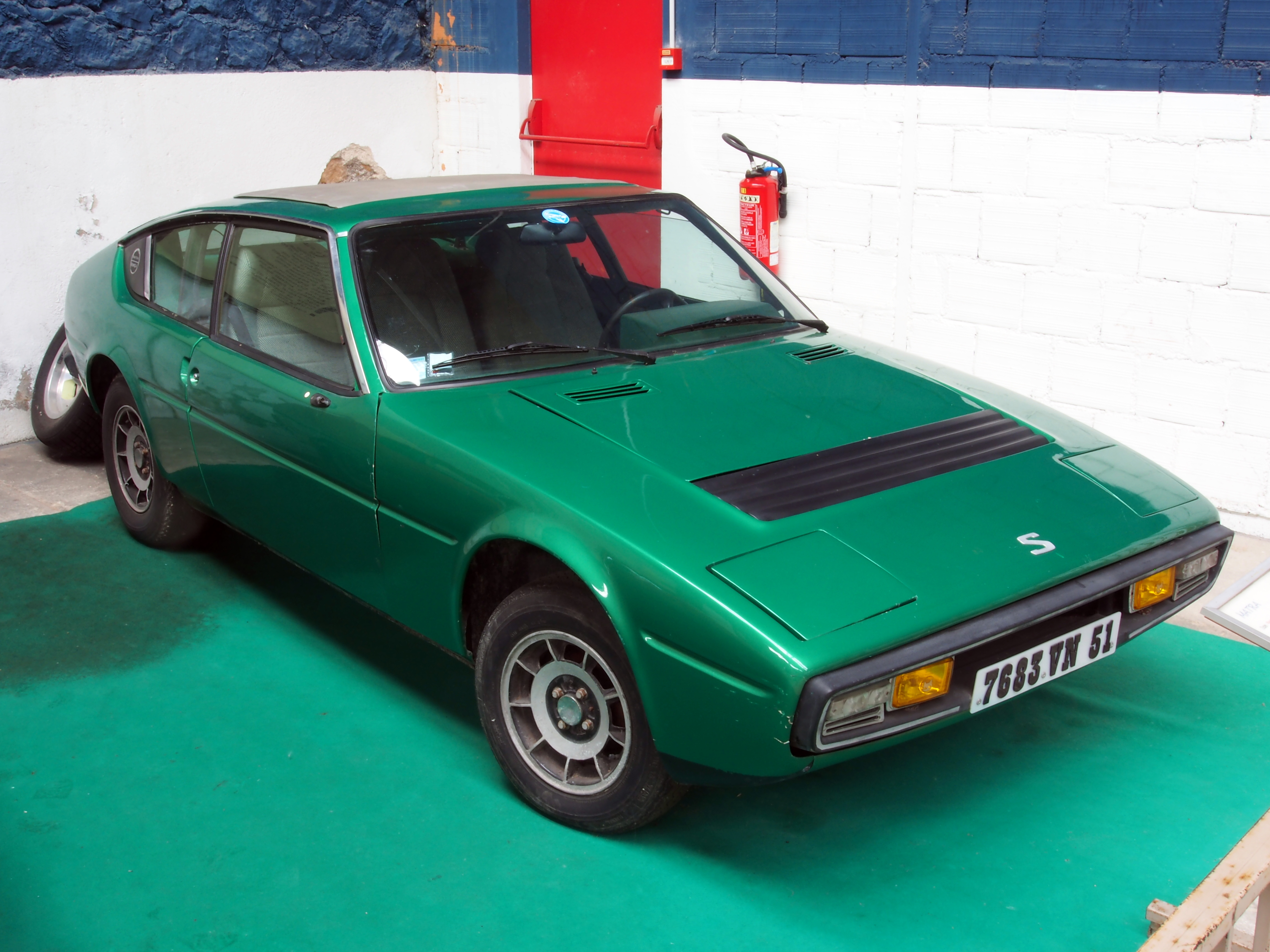
Il frontale di una Bagheera con motore da 1442 cm³

Il fatto che il motore risultasse sottodimensionato rispetto alle potenzialità del telaio era risaputo: i tecnici Matra, poiché Simca non aveva motori più potenti da offrire, inizialmente lavorarono alla Bagheera U8, prototipo con passo allungato e propulsore 8 cilindri formato da due motori 1294 cm³ uniti nel basamento. La vettura non fu mai prodotta in serie anche perché, nel frattempo, la Simca fece finalmente debuttare un motore di cubatura più abbordabile e dai consumi ragionevoli, assai più compatibile con la crisi energetica che aveva accompagnato il lancio della vettura. Fu così che nel 1975 la Bagheera fu rivista in alcuni particolari, e per l'occasione fu introdotta anche la Bagheera S, equipaggiata con un 1442 cm³ proveniente dalla neonata Simca 1308 GT ed in grado di erogare fino a 90 CV di potenza massima. Esteriormente la Bagheera S si distingueva dalla Bagheera prodotta fino a quel momento per alcuni particolari, tra cui la finta presa d'aria nera sul cofano anteriore e la presenza di nuovi cerchi bicolore, mentre nell'abitacolo era caratterizzata da nuovi rivestimenti dei sedili in tweed. Accreditata di una velocità massima di 190 km/h, la Bagheera S andò ad affiancare la Bagheera 1.3 che pertanto non venne pensionata. Contemporaneamente alla comparsa della Bagheera S, anche la Bagheera Courrèges beneficiò del nuovo motore da 1.4 litri, mentre la Bagheera 1.3 in allestimento base scomparve dal listino lasciando il ruolo di modello di base alla Bagheera 1.3 in allestimento ricco, ma con alcune piccole rivisitazioni nella dotazione, che vide ad esempio la scomparsa dell'orologio dalla plancia. Un'altra caratteristica della Bagheera ristilizzata fu nella capacità del serbatoio, che scese da 60 a 56 litri.

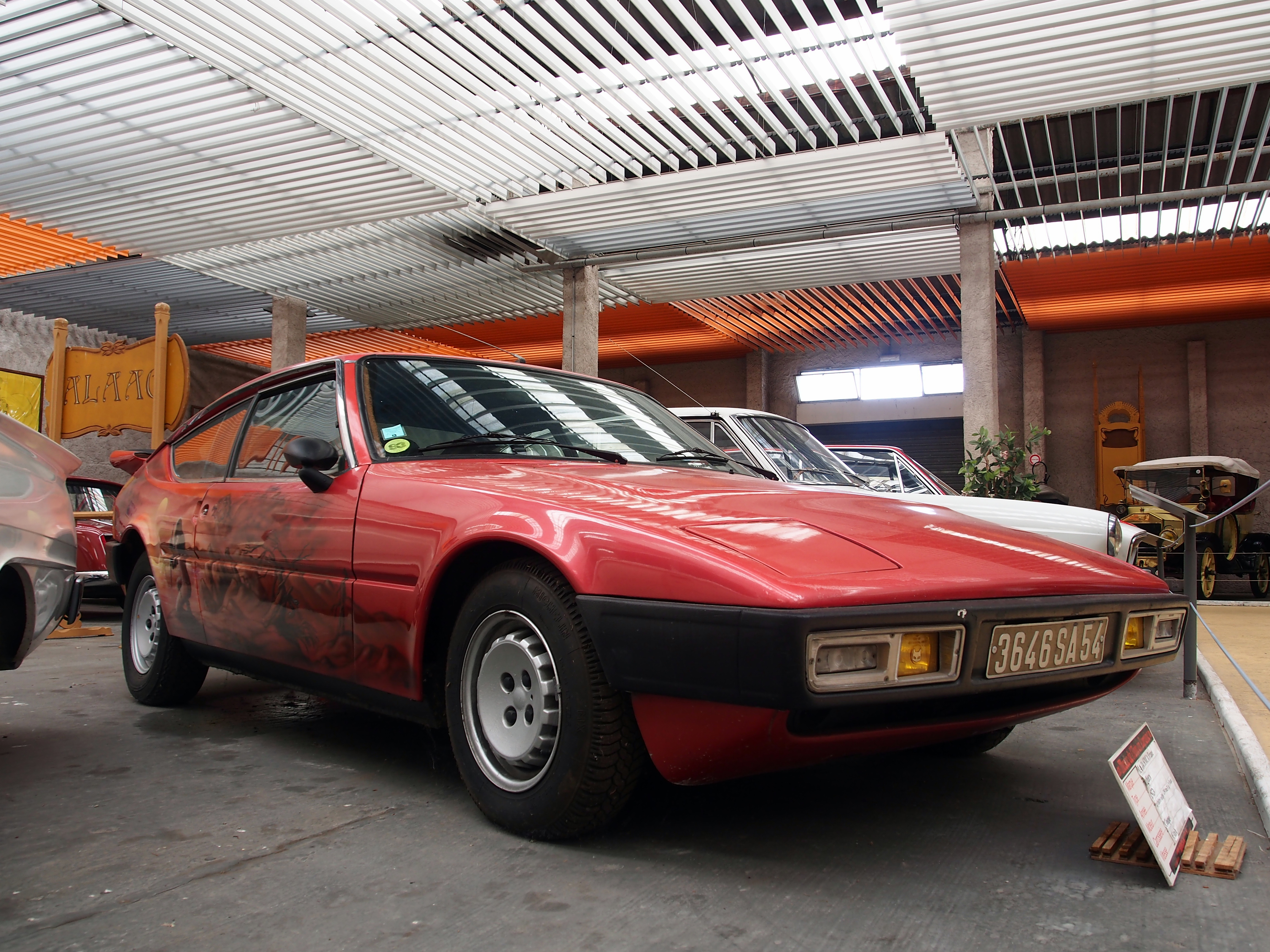
Una Bagheera dopo il restyling del 1976

Il 1976 fu l'anno del restyling, visibile nei nuovi fascioni paracolpi più avvolgenti, nei vetri laterali posteriori più estesi e nei nuovi fari posteriori di origine Simca 1307, questi ultimi uniti fra loro da una fascia di plastica di color arancio scuro, recante la scritta Matra-Simca. Nel complesso, la nuova serie si presentava più spigolosa e anticipava alcuni stilemi che si sarebbero visti negli anni '80. Furono presenti anche altri aggiornamenti di dettaglio, che in realtà furono assai più numerosi di quanto non potesse apparire a prima vista ed interessarono quasi tutti i componenti della carrozzeria, ma anche la meccanica. In seguito a questi aggiornamenti, il Cx della Bagheera peggiorò leggermente, salendo da 0,33 a 0,35 ed inoltre anche il peso a vuoto subì un leggero incremento. Sul piano estetico, gli aggiornamenti furono ancora una volta partoriti dalla creatività di Antonis Volanis, responsabile del design Matra. Per quanto riguarda invece la gamma motori, rimase in listino il motore 1.3 di base da 84 CV, ma solo presso il mercato francese, mentre nei mercati esteri la Bagheera di base fu commercializzata solo con una versione depotenziata a 84 CV del 1.4 fino a quel momento destinato alla Bagheera S ed alla Bagheera Courréges. Queste ultime, ancora presenti dopo il restyling, ebbero ancora il compito di rappresentare il top di gamma con il motore 1.4 nella sua originaria configurazione da 90 CV.
Il 26 agosto 1977, fu introdotta la Bagheera X, come la S, ma più accessoriata. Il nuovo allestimento andò a sostituire in listino la versione Courréges e fu caratterizzato esternamente per la presenza di decorazioni laterali in colore a contrasto, decorazioni recanti la scritta Bagheera all'altezza del parafango posteriore. Sul frontale, a caratteri più grandi, fu invece applicata la scritta Bagheera X. La carrozzeria fu disponibile solo nei colori nero o grigio metallizzato e la dotazione fu arricchita con l'arrivo del tergilunotto e con il ritorno dell'orologio nella plancia, ma anche di nuovi rivestimenti per i sedili, vistosi e sgargianti come imponevano le mode degli anni '70. Nel frattempo, a seguito delle diverse modifiche apportate, la massa era aumentata di circa 90 kg.
Nel 1978 furono apportate numerose modifiche agli interni della vettura: fu ridisegnato il cruscotto, che divenne più moderno. Inoltre l'autoradio fu spostata e posizionata in senso orizzontale, mentre comparve un nuovo volante con parte centrale piatta. Esternamente, il solo aggiornamento visibile fu il colore della fascia centrale posteriore. Per quanto riguarda la gamma motori, la Bagheera 1.3 fu tolta di produzione e fu sostituita da una versione leggermente depotenziata della Bagheera S. Fu in pratica la stessa motorizzazione da 84 CV già proposta nei mercati esteri, e che ora divenne disponibile anche per il mercato francese.
Nell'aprile del 1979 fu introdotta una serie speciale denominata Jubilé, nata per celebrare il secondo titolo di Auto dell'anno ottenuto da un modello Simca (fu la Horizon, mentre la prima fu la Simca 1307). La Jubilé fu caratterizzata da il cruscotto rivestito in skai nero e da una placchetta identificativa all'esterno. Per quanto riguarda il resto della gamma, vi furono ultimi, lievi aggiornamenti, caratterizzati dalle nuove maniglie delle portiere, di provenienza Talbot-Simca, mentre i motori furono dotati di accensione elettronica senza contatti.
La Bagheera fu tolta di produzione nell'aprile del 1980: durante gli ultimi mesi di produzione fu rimarchiata come Talbot-Matra, in seguito all'acquisizione di Chrysler-Europe da parte del Gruppo PSA che fece risorgere il marchio Talbot ed estinse invece il marchio SIMCA. La fascia posteriore recò a quel punto la scritta Talbot-Matra anziché Matra-Simca.

## Motorizzazioni
Di seguito vengono riepilogate le caratteristiche relative alle versioni costituenti la gamma della Bagheera:
| Modello                            | Bagheera | Bagheera | Bagheera S | Bagheera Courréges | Bagheera Courréges | Bagheera X |
| ---------------------------------- | --- | --- | --- | --- | --- | --- |
| Anni di produzione                 | 07/1973-09/1976 (fino al 09/1978 in Francia) | 09/1976-04/1980 (dal 09/1978 in Francia) | 06/1975-09/1979 | 09/1974-06/1975 | 06/1975-08/1977 | 08/1977-04/1980 |
| Esemplari prodotti                 | 45.605 | 45.605 | 45.605 | 661 | 661 | 1.440 |
| Motore                             | Type 3G4 | Type 6Y2 | Type 6Y4 | Type 3G4 | Type 6Y4 | Type 6Y4 |
| Posizione                          | Posteriore centrale trasversale | Posteriore centrale trasversale | Posteriore centrale trasversale | Posteriore centrale trasversale | Posteriore centrale trasversale | Posteriore centrale trasversale |
| Numero e disposizione dei cilindri | 4 cilindri in linea | 4 cilindri in linea | 4 cilindri in linea | 4 cilindri in linea | 4 cilindri in linea | 4 cilindri in linea |
| Cilindrata (cm³)                   | 1294 | 1442 | 1442 | 1294 | 1442 | 1442 |
| Alimentazione                      | Due carburatori doppio corpo Weber 36 DCNF 17-18 | Un carburatore doppio corpo Weber 36 DCNV | Due carburatori doppio corpo Weber 36 DCNF 51-52 | Due carburatori doppio corpo Weber 36 DCNF | Due carburatori doppio corpo Weber 36 DCNF | Due carburatori doppio corpo Weber 36 DCNF |
| Potenza nominale (CV/rpm)          | 84/6200 | 84/5600 | 90/5800 | 84/6200 | 90/5800 | 90/5800 |
| Coppia nominale [Nm] a giri/min]   | 108/4000 | 124/3000 | 122/3250 | 108/4000 | 122/3250 | 122/3250 |
| Trazione                           | Posteriore | Posteriore | Posteriore | Posteriore | Posteriore | Posteriore |
| Cambio                             | Manuale a 4 marce | Manuale a 4 marce | Manuale a 4 marce | Manuale a 4 marce | Manuale a 4 marce | Manuale a 4 marce |
| Frizione                           | Monodisco a secco con comando idraulico | Monodisco a secco con comando idraulico | Monodisco a secco con comando idraulico | Monodisco a secco con comando idraulico | Monodisco a secco con comando idraulico | Monodisco a secco con comando idraulico |
| Struttura                          | Scocca portante in acciaio con pannelli carrozzeria in vetroresina                                                                                            | Scocca portante in acciaio con pannelli carrozzeria in vetroresina                                                                                            | Scocca portante in acciaio con pannelli carrozzeria in vetroresina                                                                                            | Scocca portante in acciaio con pannelli carrozzeria in vetroresina                                                                                            | Scocca portante in acciaio con pannelli carrozzeria in vetroresina                                                                                            | Scocca portante in acciaio con pannelli carrozzeria in vetroresina                                                                                            |
| Sospensioni ant.                   | A ruote indipendenti con quadrilateri deformabili, barre di torsione longitudinali, barra antirollio ed ammortizzatori idraulici telescopici a doppio effetto | A ruote indipendenti con quadrilateri deformabili, barre di torsione longitudinali, barra antirollio ed ammortizzatori idraulici telescopici a doppio effetto | A ruote indipendenti con quadrilateri deformabili, barre di torsione longitudinali, barra antirollio ed ammortizzatori idraulici telescopici a doppio effetto | A ruote indipendenti con quadrilateri deformabili, barre di torsione longitudinali, barra antirollio ed ammortizzatori idraulici telescopici a doppio effetto | A ruote indipendenti con quadrilateri deformabili, barre di torsione longitudinali, barra antirollio ed ammortizzatori idraulici telescopici a doppio effetto | A ruote indipendenti con quadrilateri deformabili, barre di torsione longitudinali, barra antirollio ed ammortizzatori idraulici telescopici a doppio effetto |
| Sospensioni post.                  | A ruote indipendenti con bracci tirati, barre di torsione trasversali ed ammortizzatori idraulici telescopici a doppio effetto                                | A ruote indipendenti con bracci tirati, barre di torsione trasversali ed ammortizzatori idraulici telescopici a doppio effetto                                | A ruote indipendenti con bracci tirati, barre di torsione trasversali ed ammortizzatori idraulici telescopici a doppio effetto                                | A ruote indipendenti con bracci tirati, barre di torsione trasversali ed ammortizzatori idraulici telescopici a doppio effetto                                | A ruote indipendenti con bracci tirati, barre di torsione trasversali ed ammortizzatori idraulici telescopici a doppio effetto                                | A ruote indipendenti con bracci tirati, barre di torsione trasversali ed ammortizzatori idraulici telescopici a doppio effetto                                |
| Impianto frenante                  | Freni a disco sulle quattro ruote, anteriori da 238 mm a pinze fisse, posteriori da 234 mm a pinze flottanti                                                  | Freni a disco sulle quattro ruote, anteriori da 238 mm a pinze fisse, posteriori da 234 mm a pinze flottanti                                                  | Freni a disco sulle quattro ruote, anteriori da 238 mm a pinze fisse, posteriori da 234 mm a pinze flottanti                                                  | Freni a disco sulle quattro ruote, anteriori da 238 mm a pinze fisse, posteriori da 234 mm a pinze flottanti                                                  | Freni a disco sulle quattro ruote, anteriori da 238 mm a pinze fisse, posteriori da 234 mm a pinze flottanti                                                  | Freni a disco sulle quattro ruote, anteriori da 238 mm a pinze fisse, posteriori da 234 mm a pinze flottanti                                                  |
| Sterzo                             | A cremagliera e pignone | A cremagliera e pignone | A cremagliera e pignone | A cremagliera e pignone | A cremagliera e pignone | A cremagliera e pignone |
| Pneumatici                         | Anteriori 155 HR 13, posteriori 185 HR 13 | Anteriori 155 HR 13, posteriori 185 HR 13 | Anteriori 155 HR 13, posteriori 185 HR 13 | Anteriori 155 HR 13, posteriori 185 HR 13 | Anteriori 155 HR 13, posteriori 185 HR 13 | Anteriori 155 HR 13, posteriori 185 HR 13 (dalla fine del 1979, ant. 175/70/HR 13 e post. 205/70/HR 13)                                                       |
| Massa in ordine di marcia (kg)     | 895 | 895 | 980 - 1.015 | 980 - 1.015 | 980 - 1.015 | 980 - 1.015 |
| Serbatoio (l)                      | 60 | 60 | 56 | 60 | 56 | 56 |
| Velocità massima (km/h)            | 185 | 185 | 190 | 185 | 190 | 190 |
| Accelerazione 0–100 km/h           | 11"5 | 11"5 | 10"9 | 11"5 | 10"9 | 10"9 |

## Bagheera U8
Il desiderio da parte della Matra di realizzare una versione più performante da inserire nella gamma Bagheera portò all'avvio del progetto M560, un progetto del tutto particolare, sia per le ardite soluzioni tecniche, sia per il risultato complessivo che si sarebbe ottenuto se la vettura fosse stata effettivamente posta in listino. Il progetto M560 fu avviato poco dopo il lancio della Bagheera, sotto la supervisione di Georges Pinardaud, un responsabile di progetto che in quegli anni fece da spalla a Philippe Guédon. L'idea di Pinardaud fu di accoppiare due motori a 4 cilindri, uno derivato dalla Simca 1100 TI (praticamente lo stesso della Bagheera di base) ed un 1.3 derivato invece dalla Simca 1000 Rallye II. Ma non si sarebbe trattato di un motore V8, cioè con un albero a gomiti in comune, bensì di un motore U8 (da cui il nome della vettura), ossia con la particolarità di conservare i due alberi a gomiti originari, i quali furono collegati tra loro inizialmente mediante una catena. A seguito della scarsa affidabilità dimostrata da questa soluzione, i due alberi furono successivamente collegati fra loro mediante l'interposizione di un terzo albero ausiliario, a sua volta collegato ai due alberi principali mediante due catene. La cilindrata complessiva fu quindi di 2588 cm³ e la potenza massima fu di 168 CV grazie anche all'alimentazione, affidata a ben quattro carburatori doppio corpo Weber. Alloggiare questo motore nello stretto scomparto della Bagheera si rivelò impossibile, per cui il telaio originario fu allungato in maniera tale da consentire la creazione di un vano motore di maggiori dimensioni. Per questo, la Bagheera U8 sarebbe stata anche più lunga rispetto alle altre Bagheera. Per quanto riguarda la trasmissione, essa fu affidata ad un cambio manuale a 5 marce progettato e realizzato dalla Porsche. Esteriormente la Bagheera U8 era caratterizzata, oltre che dal passo maggiorato, anche dalla presenza di due prese d'aria in corrispondenza dei parafanghi posteriori. tali prese d'aria avevano la funzione di portare aria fresca al motore.
Ma il destino commerciale della U8 fu troncato sul nascere a causa dell'acuirsi della crisi petrolifera: dopo le foto ufficiali e le prove in pista sul tracciato di Mortefontaine (dove la vettura fece registrare una velocità di punta di ben 236 km/h, ma anche un consumo medio di ben 28 litri ogni 100 km), il progetto venne cancellato in favore di una proposta meno ardita dal punto di vista tecnico, ma più in linea con il difficile periodo. Da tale progetto sarebbe nata la Bagheera S. In totale furono realizzati solo due prototipi, uno dei quali viene oggi esposto presso il Museo Matra di Romorantin.